# Paul Bontemps
Paul Bontemps   (17è districte de París, 16 de novembre de 1902 - Sèvres, 25 d'abril de 1981) va ser un atleta francès, especialista en curses de mig fons, que va competir durant la dècada de 1920.
El 1924 va prendre part en els Jocs Olímpics de París, on va disputar dues proves del programa d'atletisme. Va guanyar la medalla de bronze en els 3.000 metres obstacles, mentre en els 3.000 metres per equips fou quart.

## Millors marques
- 800 metres. 1' 54.6" (1927)
- 1.500 metres. 3' 59.8" (1925)
- Milla. 4.' 21.8" (1927)
- 3.000 metres. 8' 50.2" (1924)
- 3.000 metres obstacles. 9' 33.4" (1924)
- 5.000 metres. 15' 33.6" (1923)[1][2]